# Doolin
Doolin (irisch Dúlainn) ist ein kleiner Fischerort im County Clare in Irland am Atlantischen Ozean. Durch den Ort fließt der Fluss Aille und mündet in seiner Nähe in den Atlantik. Der Ort gilt als Zentrum traditioneller irischer Musik, die fast täglich in den drei Pubs des Ortes live gespielt wird. 

## Ortsbild und Ortsentwicklung
Der Ort teilt sich in zwei Teile: im sogenannten „Upper Part“ (Roadford) befinden zwei Pubs (Mc Gann’s, McDermott’s), Restaurant, Café und ein Campingplatz. Der andere Teil ist „Fisher Street“ und liegt etwa einen Kilometer entfernt. Dort befinden sich der dritte und älteste Pub (Gus O’Connor’s Pub) und Geschäfte. Der Hafen von Doolin liegt zirka einen Kilometer weiter westlich davon. Dort befindet sich ein weiterer Campingplatz. In beiden Teilen gibt es zahlreiche Übernachtungsmöglichkeiten. 
Vor allem in den Jahren 2000 bis 2004 wuchs Doolin stetig. Größere Anlagen von Ferienhäusern wurden im Umland des Ortes angelegt und sorgten unter anderem für einen erhöhten Zulauf an Touristen.
Doolin ist außerdem bekannt für seine zwei Surfspots direkt am Ufer und an der vorgelagerten „Crab Island“.

## Kultur
Die Entwicklung Doolins zu einem Musik-Mekka geht auf die drei aus Doolin stammenden Brüder Micko, Packie und Gussie Russel zurück: Alle selbst Musiker, veranstalteten sie in den 1960er Jahren Sessions in den lokalen Pubs, zu denen sie Musiker aus ganz Irland einluden, später auch internationale Musiker.

## Verkehr
Von Doolin aus besteht eine Fährverbindung zu den Aran Islands. Es besteht eine Busverbindung nach Limerick und Ennis.

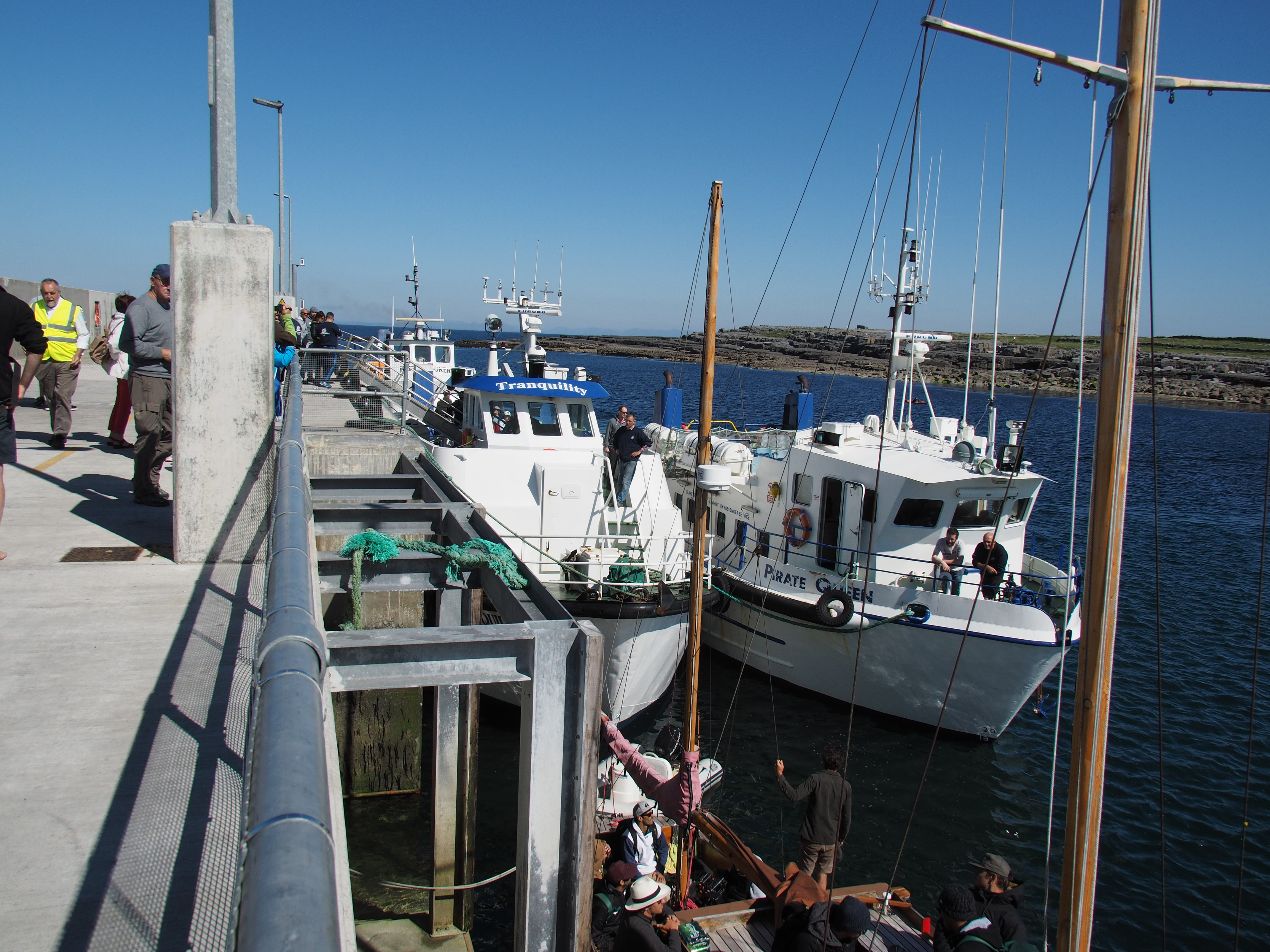
Der Hafen von Doolin
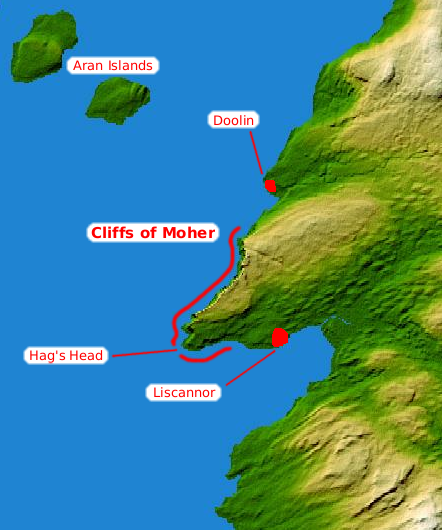
Karte der Umgebung
Doolin, Fähre zu den Aran Islands

## Sehenswürdigkeiten in der Umgebung
- Cliffs of Moher
- Aran Islands
- Doolin Cave (irisch Poll an Eidhneáin), in der etwa 4 km nordöstlich von Doolin entfernten Kalksteinhöhle befindet der sich der „Great Stalactite“, der mit 7,3 m[1] als einer der größten bisher entdeckten Stalaktiten Europas gilt.
- Burren-Nationalpark
- Aillwee Cave, eine Karsthöhle, etwa 25 km nordöstlich von Doolin
- The Burren Way
- O’Connor’s Pub
- Doonagore Castle

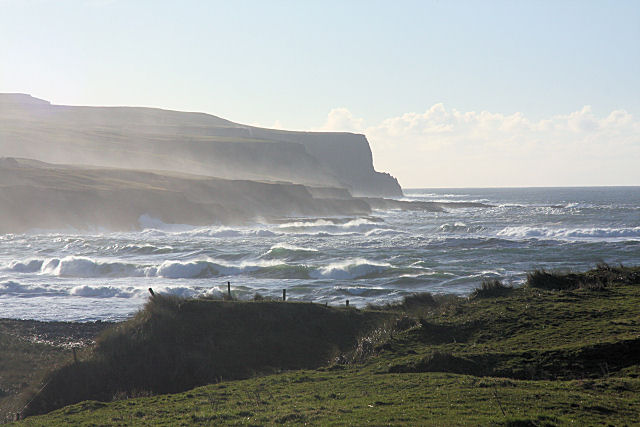
Blick auf die Cliffs of Moher
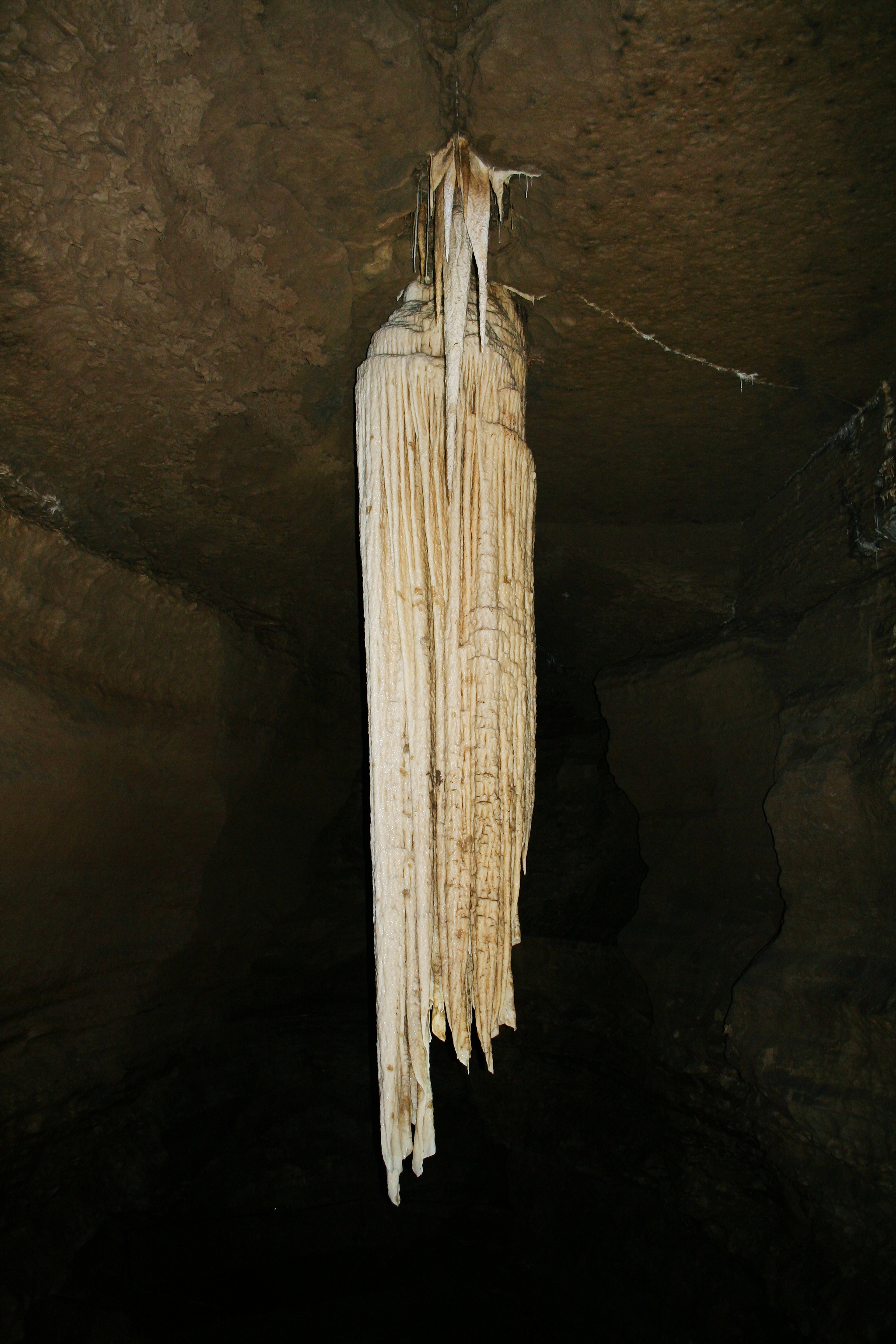
Der „Great Stalactite“ in der Doolin Cave
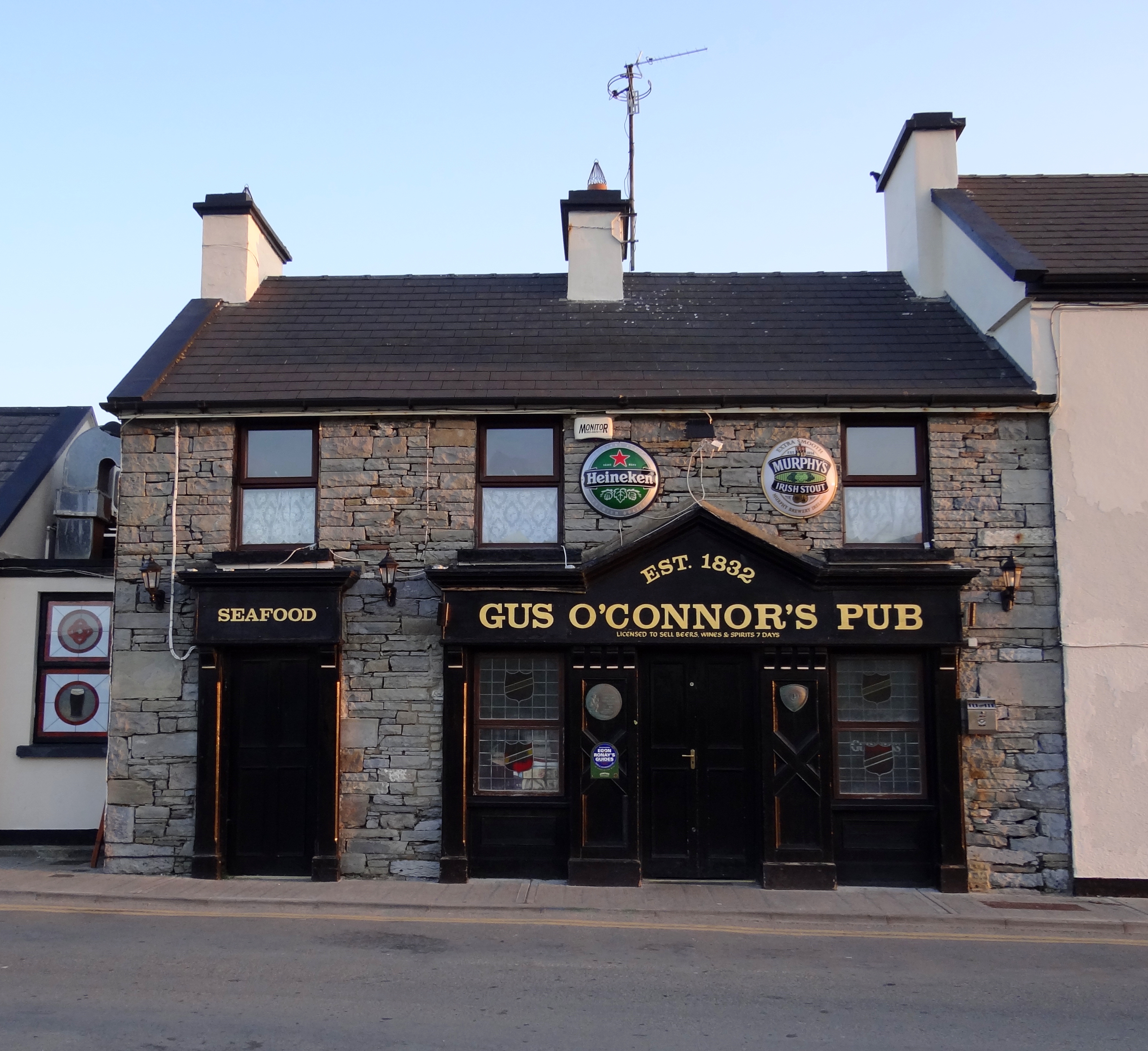
Gus O’Connor’s Pub